# Carinopontonia paucipes
Carinopontonia paucipes is een garnalensoort uit de familie van de Palaemonidae. De wetenschappelijke naam van de soort is voor het eerst geldig gepubliceerd in 1988 door Bruce.